# Letovčan Tomaševečki
Letovčan Tomaševečki – wieś w Chorwacji, w żupanii krapińsko-zagorskiej, w mieście Klanjec. W 2011 roku liczyła 69 mieszkańców.